# Ołeksandr Chmil
Ołeksandr Wasylowycz Chmil, ukr. Олександр Васильович Хміль (ur. 6 grudnia 1980 w Kijowie, zm. 12 maja 2023 pod Bachmutem) – ukraiński hokeista, trener hokejowy, żołnierz.

## Kariera hokejowa
- Berkut Kijów (1997-1998)
- Sokił Kijów 2 (1998-1999)
- Sokił Kijów (1999)
- Kryżynka Kijów (1999-2000)
- Sputnik Niżny Tagił (2000-2001)
- Spartak Petersburg (2001-2002)
- Kapitan Stupino (2002)
- HK Kijów (2002)
- Sokił Kijów (2002)
- SC Csíkszereda (2002-2003)
- HK Kijów (2003/2004)
- Sokił Kijów (2003/2004)
- Dniprowśki Wowky Dniepropetrowsk (2004-2006)
- ATEK Kijów (2006-2009)
- Berkut Kijów (2009-2010)
- Kompańjon Kijów (2010)
- Berkut Kijów (2010-2011)
- Łewy Lwów (2011-2013)
- Generals Kijów (2013-2015)

Wychowanek Sokiła Kijów. Był reprezentantem kadr juniorskich Ukrainy. Uczestniczył w turniejach mistrzostw Europy juniorów do lat 18 edycji 1998 oraz mistrzostw świata juniorów do lat 20 edycji 2000. Brał udział w turnieju zimowej uniwersjady edycji 2005.
Od lipca do października 2015 był trenerem zespołu Rapid Kijów, działającym przy Generals Kijów i występującym w mistrzostwach Ukrainy 2015/2016. W 2017 został trenerem nowego zespołu Browarśki Wowky, zgłoszonego do sezonu Ukraińskiej Hokejowej Ligi 2017/2018. Trenował też żeńską drużynę Ukrajinoczki.

## Służba wojskowa
Służył w obronie Ukrainy od czasu inwazji Rosji na Ukrainę z 24 lutego 2022. Zginął pod Bachmutem 12 maja 2023.

## Sukcesy
Klubowe
- Srebrny medal mistrzostw Ukrainy: 1998, 2010 z Berkutem Kijów
- Złoty medal mistrzostw Ukrainy: 2007 z ATEK Kijów